# Zvartnots Jerevan
Zvartnots Jerevan var en fotbollsklubb i Armenien från huvudstaden Jerevan, startad 1997.
Klubben spelade tidigare i den armeniska superligan, men är nu inaktiv

## Placering tidigare säsonger
| Säsong | Nivå | Liga           | Placering | Referens |
| ------ | ---- | -------------- | --------- | -------- |
| 1999   | 1    | Premier League | 4         | [ 1 ]    |
| 2000   | 1    | Premier League | 5         | [ 2 ]    |
| 2001   | 1    | Premier League | 2         | [ 3 ]    |
| 2002   | 1    | Premier League | 7         | [ 4 ]    |